# معاداة الفاشية بعد الحرب العالمية الثانية

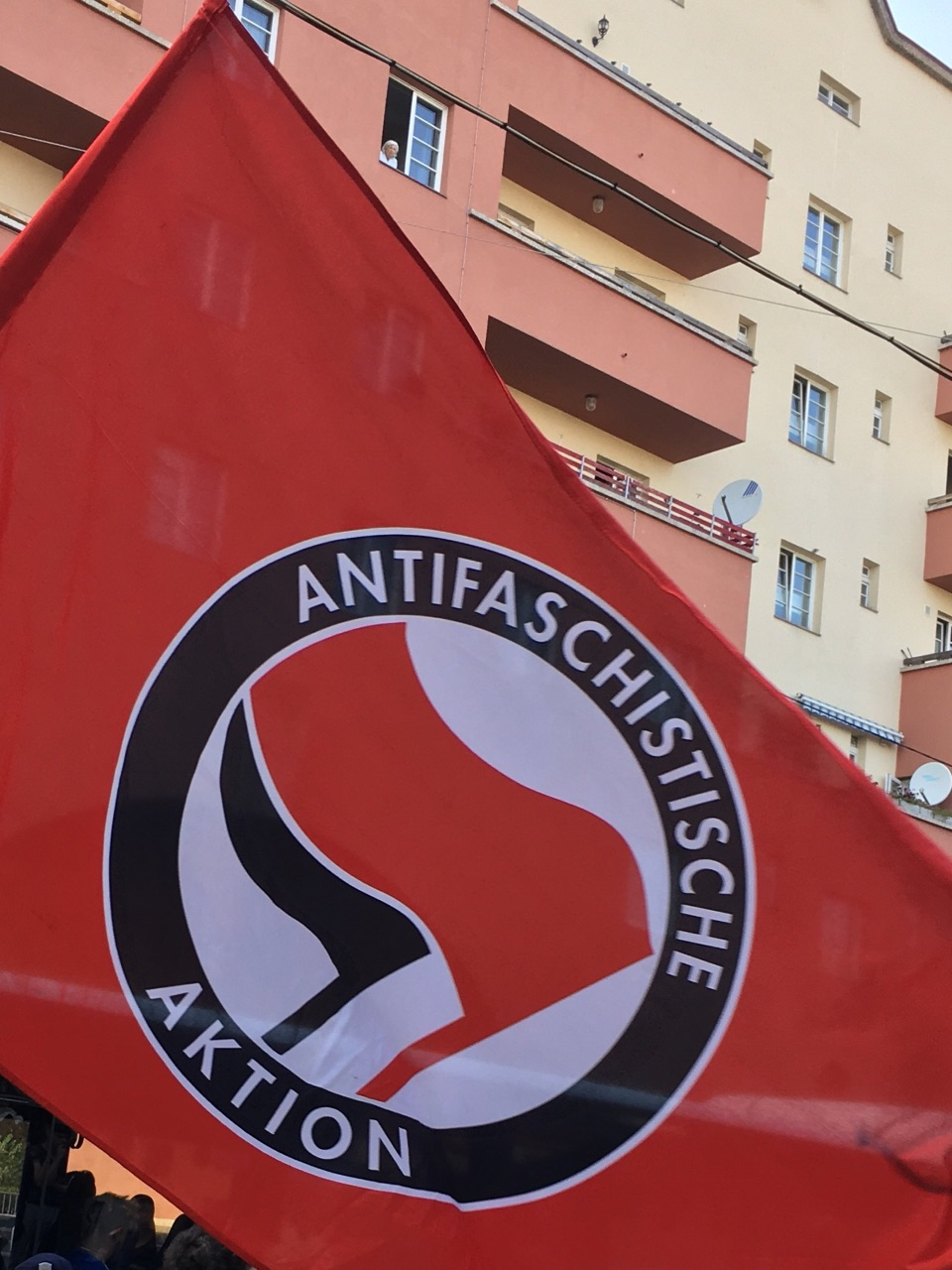
علم لحركة أنتيفا المناهضة للفاشية في ألمانيا

الحركات المناهضة للفاشية وشبكات العمل المناهضة للفاشية هي جماعات تصف نفسها بأنها جماعات مناهضة للفاشية. نشطت هذه الحركات في عدة بلدان في النصف الثاني من القرن العشرين وأوائل القرن الحادي والعشرين.

## نبذة تاريخية

### الولايات المتحدة
بعد الحرب العالمية الثانية، وقبل نشوء حركة أنتيفا الحديثة، حدثت مواجهات عنيفة مع العناصر الفاشية بشكل متقطع في الولايات المتحدة. في عام 1958، هاجم أكثر من 500 رجل من قبيلة لومبي، متسلحين بالحجارة والعصي والأسلحة النارية مسيرة لحركة كو كلوكس كلان العنصرية وأوقفوها، ما أسفر عن إصابة العديد من أفراد الحركة بجراح في حادثة تعرف باسم معركة هايز بوند. في عام 1979، واجه حزب العمال الشيوعي الماوي منظمة محلية لحركة كو كلوكس كلان، أولًا عن طريق تعطيل عرض فيلم ولادة أمة في تشاينا غروف بولاية كارولاينا الشمالية، ثم بتنظيم حزب العمال الشيوعي لاحتشاد ومسيرة ضد الحركة في 3 نوفمبر تحت عنوان «مسيرة الموت لكلان». وزع الماويون منشورات «تدعو إلى معارضة متطرفة وعنيفة للكلان»، مشيرين إلى أن الكلان «ينبغي الاعتداء عليهم جسديًا ومطاردتهم إلى خارج المدينة». استجابة لذلك، مع تجمع المتظاهرون، واجهت عشر سيارات (وشاحنة) تحوي ما يقدر بنحو40  عضوًا من حركة كلان وأعضاء من الحزب النازي الأميركي المحتجين، وبلغت ذروة المواجهة في تبادل لإطلاق النار في ما يعرف باسم مذبحة غرينسبورو.
في ما بعد عام 2010، أصبحت المجموعات التي وصفت نفسها باسم أنتيفا نشطة على نحو متزايد في أوروبا الغربية وأميركا الشمالية. ظهرت هذه المجموعات غير المنظمة لأول مرة في أوائل عام 2010 استجابة لتنامي النزعة القومية في بلدان من بينها الولايات المتحدة والمملكة المتحدة والدنمارك وألمانيا وفرنسا. في الولايات المتحدة، كانت الجماعات المناهضة للفاشية موجودة منذ عام 1988 على الأقل في شكل حركات مناهضة للعنصرية، ولكن حركة أمريكية تستخدم نفس الاسم أصبحت نشطة، على نحو متزايد، منذ عام 2016، وتنتسب غالبًا للاسلطوية، ومعروفة باشتباكاتها مع جماعات اليمين المتطرف واليمين البديل. تضمنت أنشطة الولايات المتحدة المناهضة للفاشية اضطرابات عنيفة ومظاهرات أثارت انتقادات التوجهات السياسية السائدة. من خلال ميولهم اللاسلطوية والمناهضة للقومية، ارتبطت جماعات أنتيفا، في بعض الأحيان، بثقافة البانك الفرعية (بما في ذلك ثقافة سترايت إيدج) سواء في الولايات المتحدة أو في أوروبا.